# 新亚美利加
新亚美利加是巴西戈亚斯州的一个市镇。总面积212.023平方公里，总人口2305人，人口密度10.9人/平方公里。